# EA SPORTS 피파온라인3 챔피언십 2015 시즌2
EA SPORTS 피파온라인3 챔피언십 2015 시즌2는 넥슨 코리아의 스포츠 게임 피파 온라인 3의 E스포츠 리그이다.

## 기간

### 예선
본선 진출자는 지난 시즌 TOP4와 미리 치러진 예선의 본선 진출자 8명으로 구성된다.

### 본선
- 리그일정 : 2015년 8월 8일 ~ 2015년 10월 17일
- 방송시간 : 매주 토요일 오후 2시
- 장소 : 강남 넥슨 아레나

## 상금
- 총상금 : 7천만원
  - 우승 : 5천만원
  - 준우승 : 2천만원

## 참가선수
장동훈, 박준효, 강성훈, 김정민, 정세현, 전경운, 김승섭, 고건영, 양진협, 김강, 임진홍, 강성호

## 대회 결과
- 우승 : 양진협
- 준우승 : 정세현
- 4강  : 김승섭,장동훈

## 중계진
- 캐스터 : 성승헌
- 해설 : 한승엽, 장지현